# Église Notre-Dame-des-Treilles de Saint-Véran
L'église Notre-Dame-des-Treilles de Saint-Véran est une église située en France en contrebas du village de Saint-Véran, sur la commune de La Roque-Sainte-Marguerite, dans le département de l'Aveyron, en région Occitanie.
Elle fait l'objet d'une protection au titre des monuments historiques.

## Localisation
L'église est située en vallée de la Dourbie, en rive droite, à une trentaine de mètres au-dessus du lit de la rivière, et six cents mètres en contrebas du village de Saint-Véran, sur la commune de La Roque-Sainte-Marguerite dans le département français de l'Aveyron.

## Historique
Notre-Dame-des-Treilles (peut-être du mot tnou-ia qui signifiait « vallée ») était connue au XIIe siècle comme « Notre Dame de las Trolas » dans le cartulaire d'Aniane (près de Montpellier).
En 570, Notre-Dame-des-Treilles dépendait du diocèse d'Arisitum mais l'évêque Dalmas de Rodez réclama le retour dans son diocèse.
En 1082, les bénédictins de l'abbaye de Lérins firent don à Notre-Dame-des-Treilles d'une relique de saint Véran (moine à cette abbaye en 422 et qui est décédé en 480).
Comme Notre-Dame-des-Treilles était dédiée à la mère du Christ on donna le nom de Saint-Véran au village qui au-dessus de l'église était en train de naître autour du château.
Notre-Dame-des-Treilles était un prieuré vendu comme bien national à la Révolution. 
L'édifice est inscrit au titre des monuments historiques depuis le 6 janvier 1927.

## Description

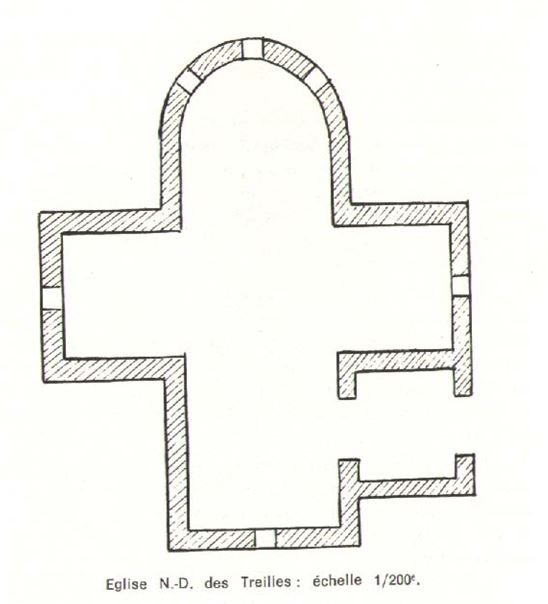
Plan de l’église.

L'église actuelle est formée d'une nef de 12,50 m de hauteur et de 5,40 m de largeur : deux chapelles opposées forment le transept et sont dédiées l'une à saint Jean et l'autre à la Vierge Marie.
L'abside en cul-de-four comportait trois fenêtres romanes visibles de l'extérieur mais murées aujourd'hui.
Le portail d'entrée forme un clocher-porche comme dans les églises carolingiennes.
Au XIXe siècle, deux fenêtres ont été ouvertes pour éclairer l'abside.
À l'extérieur, côté sud au niveau des abat-sons du clocher, on remarque une sculpture représentant un aigle aux ailes déployées qui regarde la Dourbie, sans doute en référence à saint Jean.
Notre-Dame-des-Treilles était un prieuré. Un bâtiment d'une certaine importance où logeait  le prieur avec dépendances et étable pour le mulet ou l'âne est adossé à l'église actuelle.